# 热辽边宣抚专员行署
热辽边宣抚专员驻科行署是九一八事变后，奉系东北军事训练委员会步兵组少将组长高文彬（高荫周）受张学良委任，在通辽地区组建的抗日政权机关。

## 历史
1931年10月中旬，高文彬奉张学良之命到通辽成立“辽北蒙边宣抚专员驻科(尔沁)行署”。管辖法库、康平等辽北十余县和蒙边及热河部分地区。张学良委任高文彬为辽北蒙边宣抚专员，委蒙人李胜、刘振玉为骑兵第一、第二路司令，归宣抚专署指挥。1931年10月，“东北民众抗日救国会”派魏国昌（魏兴华）为特派员、行署副官处长，协助高文斌开展抗日工作。行署军法处处长姚玉周，军医处处长张香阁，参谋处处长关怀青，事务处处长关一青。哲里木盟博王旗统领包善一、达尔罕王旗教育委员长韩色旺反正，分任辽北蒙边骑兵正、副司令。1932年2月，辽北义勇军与日本关东军十六旅团和满洲国军共6千余人在彰武、法库、昌图等地发生激战。后约2.5万人经开鲁转入热河，部分被编入长城抗战的第七军团。
1932年初春，通辽日军指挥官松井大佐带日军四五十名，并甘珠尔扎布伪蒙军五百余名进犯开鲁。刘振玉部会同热河驻军崔旅以下六百多人埋伏于开鲁之东抬头营子附近，击溃该敌，击毙松井大佐。1932年5月，东北民众抗日救国会总会下属的辽吉黑热四省民众抗日后援会在开鲁设立分会，分会委员长何清明传达总会命令，把辽热两省划为五个军区，任命高文彬兼任东北义勇军第五军区司令，管辖辽西、辽北二十余县。高文彬把包善一、韩色旺、李胜、刘振玉部改编为第一、二、三、四梯队，后又收编解国忱、刘海泉两部民团武装为第五、六梯队。1932年5月东北民众抗日救国会批准辽北蒙边专员行署在开鲁发行“地方扶民现洋票”。1932年6月，第五军区奉命改为东北民众抗日义勇军第五军团，高文彬任总指挥，驻康平。第五军团编成8个梯队，8个支队、3个团，共30000余人。1932年11月日军第十六旅团川原劲所部及彰武、法库、昌图等县伪军六千人大举进犯康平，高文彬在康平孔家窝堡村被俘。义勇军第五军团各部于1933年退入热河继续抗战。